# (483) Seppina
(483) Seppina – planetoida z pasa głównego asteroid okrążająca Słońce w ciągu 6 lat i 123 dni w średniej odległości 3,42 j.a. Została odkryta 4 marca 1902 roku w Landessternwarte Heidelberg-Königstuhl w Heidelbergu przez Maxa Wolfa. Nazwa planetoidy pochodzi od Seppa, jednego z psów odkrywcy. Przed nadaniem nazwy planetoida nosiła oznaczenie tymczasowe (483) 1902 HU.